# Tinikling
 (septembre 2017).
Si vous disposez d'ouvrages ou d'articles de référence ou si vous connaissez des sites web de qualité traitant du thème abordé ici, merci de compléter l'article en donnant les références utiles à sa vérifiabilité et en les liant à la section « Notes et références ».

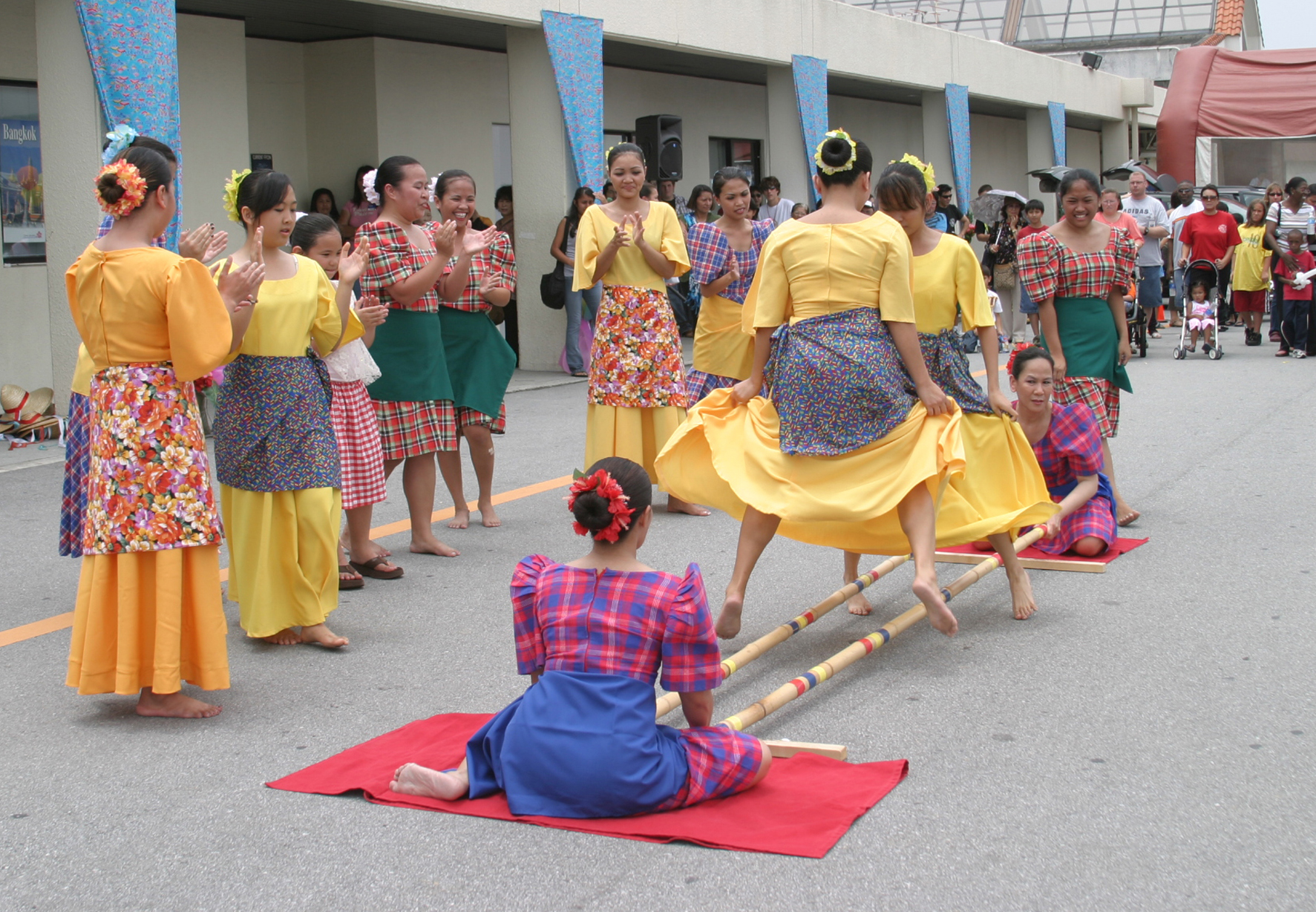
Démonstration de Tinikling sur Kadena Air Base (Japon) en 2007.

Le tinikling (écrit traditionnellement tiniclín) une danse folklorique originaire des Philippines.
Deux percussionnistes rythment la danse et la musique au moyen de deux grandes tiges de bambous qu'ils tiennent parallèles et frappent au sol ou l'une contre l'autre, chacun tenant dans chaque main une extrémité de chaque tige.
Les deux danseurs se font face et doivent passer entre les tiges de bambous.